# Ешборн—Франкфурт 2025.
Ешборн—Франкфурт 2025. било је 62. издање једнодневне бициклистичке трке Ешборн—Франкфурта, која је одржана 1. маја у Њемачкој, као 21 трка у оквиру UCI ворлд тура 2025.
Укупна дужине износила је 198.7 km, старт је био у Ешборну, а циљ у Франкфурту. Успон Фелдберг, дуг 11 km са просјечним нагибом од 4,9% вожен је два пута, док је успон Мамолшајн дуг 2,4 km са просјечним нагибом од 7,4% вожен три пута, а то је такође био и последњи успон на трци, чији је врх био на 36,5 km до циља, одакле је до краја вожено по равном.
Бранилац титуле је био Максим ван Гилс, док су највећи фаворити били Мајкл Метјуз, Алекс Аранбуру, Тибо Нис, Симоне Веласко, Магнус Корт Нилсен, Антонио Моргадо, Жилијен Алафилип и Јаспер Филипсен, за кога су медији процијенили да ће тешко прећи са групом преко успона.
На циљ је дошла група од око 30 возача, у спринту је побиједио Метјуз испред Корт Нилсена, док је на трећем мјесту завршио Јон Баренечеа. То је Метјузу била прва побједа у сезони. Такође, на пет успона су се додјељивали поени у брдској класификацији за прву тројицу возача, од 3, 2 и 1 поен, а класификацију је освојио Пол Дабл са пет поена. Након што је група завршила трку, 22 возача су заустављена код првог прелаза преко линије циља и није им дозвољено да заврше пуну дистанцу трке, али је сматрано да су завршили у временском лимиту и времена су им узета на првом прелазу преко линије циља.

## Тимови
На трци је учествовало 18 тимова, са по седам возача. Свих 18 ворлд тур тимова имало је аутоматску позивницу али нису били обавезни да учествују пошто је трка додата у ворлд тур послије 2017. године, док су два најбоља про тур тима за претходну сезону такође имали аутоматску позивницу за све ворлд тур трке а трећи за све једнодневне ворлд тур трке али нису били обавезни да учествују. Групама—ФДЈ, Декатлон АГ2Р ла мондијал и Инеос гренадирс су одлучили да прескоче трку, док је тим Визма—лејз а бајк одлучио да се повуче са трке три дана прије почетка због повреде Олава Која коме је то требало да буде последња припремна трка за Ђиро д’Италију. Лото, Израел—премијер тех и Уно—Х мобилити су била три најбоља про тур тима на крају сезоне 2024. али је Лото одлучио да прескочи трку, док су специјалне позивнице добили Ку 36.5 про сајклинг и Тудор про сајклинг.
UCI ворлд тур тимови:
| - Алпесин—декунинк - Аркеа—бб хотелс - Бахреин—викторијус - ЕФ едукејшон—изипост - Интермарше—ванти - Кофидис - Лидл—трек | - Мовистар - Пикник постнл - Ред бул—Бора–ханзго - Судал—Квик-степ - УАЕ тим емирејтс ХРГ - ХДС Астана - Џејко—алула |

UCI про тур тимови:
| - Израел—премијер тех - Ку 36.5 про сајклинг | - Тудор про сајклинг - Уно—Х мобилити |

## Новчане награде и бодови

### Новчане награде
Укупан новчани фонд је износио 41.000 евра и додјељивао се за првих 20 возача, као и за тројицу првопласираних у брдској класификацији. Побједник је добио 16.000 евра, другопласирани 8.000, а трећепласирани 4.000 евра. Возачи од 10 до 20 мјеста добијали су по 400 евра. Побједник брдске класификације добио је 500 евра, другопласирани 300, а трећепласирани 200.
| Трка                 | Поз.  | 1.     | 2.    | 3.    | 4.    | 5     | 6—7.  | 8—9. | 10—20. |
| Трка                 | Износ | 16.000 | 8.000 | 4.000 | 2.000 | 1.600 | 1.200 | 800  | 400    |
| Брдска класификација | Поз.  | 1.     | 2.    | 3.    |       |       |       |      |        |
| Брдска класификација | Износ | 500    | 300   | 200   |       |       |       |      |        |

### Бодови
Бодове у UCI свјетском рангирању добило је првих 60 возача. Побједник трке је добио 300, другопласирани 250, трећепласирани 215, четвртопласирани 175, а петопласирани 120.
| Поз. | 1.  | 2.  | 3.  | 4.  | 5   | 6.  | 7. | 8. | 9. | 10. | 11. | 12. | 13. | 14. | 15.-20. | 21.-30. | 31.-50. | 51.-55. | 56.-60. |
| Бод. | 300 | 250 | 215 | 175 | 120 | 115 | 95 | 75 | 60 | 50  | 40  | 35  | 30  | 25  | 20      | 12      | 5       | 2       | 1       |

## Резултати
Трку је стартовало 126 возача, а завршило је 92.
| Позиција | Возач                    | Тим                  | Вријеме    |
| -------- | ------------------------ | -------------------- | ---------- |
| 1.       | Мајкл Метјуз (АУС)       | Џејко—алула          | 4ч 38' 33" |
| 2.       | Магнус Корт Нилсен (ДАН) | Уно—Х мобилити       | + 0"       |
| 3.       | Јон Баренечеа (ШПА)      | Мовистар             | + 0"       |
| 4.       | Нилсон Паулес (САД)      | ЕФ едукејшон—изипост | + 0"       |
| 5.       | Фредерик Вандал (ДАН)    | Ред бул—Бора–ханзго  | + 0"       |
| 6.       | Алберт Филипсен (ДАН)    | Лидл—трек            | + 0"       |
| 7.       | Стефано Олдани (ИТА)     | Кофидис              | + 0"       |
| 8.       | Марк Ирши (ШВА)          | Тудор про сајклинг   | + 0"       |
| 9.       | Нико Денц (ЊЕМ)          | Ред бул—Бора–ханзго  | + 0"       |
| 10.      | Ворен Барги (ФРА)        | Пикник постнл        | + 0"       |

### Брдска класификација
| Позиција | Возач                     | Тим                  | Поени |
| -------- | ------------------------- | -------------------- | ----- |
| 1.       | Пол Дабл (УК)             | Џејко—алула          | 5     |
| 2.       | Фабио Кристен (ШВА)       | Ку 36.5 про сајклинг | 3     |
| 3.       | Максимилијан Шахман (ЊЕМ) | Судал—Квик-степ      | 3     |
| 4.       | Алберт Филипсен (ДАН)     | Лидл—трек            | 2     |
| 5.       | Андреас Лекнесунд (НОР)   | Уно—Х мобилити       | 2     |
| 6.       | Грегор Милбергер (АУТ)    | Мовистар             | 2     |
| 7.       | Јонас Руч (ЊЕМ)           | Интермарше—ванти     | 1     |